# Borgia
(Roberto Gervaso)

Stemma della famiglia Borgia come Duchi di Gandía e Grandi di Spagna

I Borgia furono una famiglia di origine spagnola e una delle famiglie più conosciute in Italia nel XV e XVI secolo.
Il cognome della famiglia, sia in valenciano sia in castigliano, era Borja (pronunciato [ˈbɔɾdʒa] nel primo caso e [ˈβoɾxa] nel secondo), dal paese d'origine della casata, anche se attualmente in spagnolo è molto più utilizzata la forma italiana Borgia. I membri di questa famiglia, con i loro intrighi spesso definiti torbidi, dominarono la scena italiana a cavallo tra il XV e il XVI secolo, grazie anche allo sfrenato nepotismo prima di papa Callisto III e poi di suo nipote papa Alessandro VI, che cercò di favorire con ogni mezzo i figli e gli altri parenti.
Numerosi episodi oscuri, spesso ingigantiti dai loro oppositori, caratterizzarono il pontificato di Alessandro, fornendo materiale per una sterminata letteratura nei secoli a venire: dal libertinaggio nel Palazzo Apostolico ai presunti amori incestuosi, dai delitti verso gli oppositori o i più ricchi cardinali della Curia romana (per incamerarne gli averi), fino anche al supposto fratricidio di Giovanni da parte di Cesare. Ombre che si addensarono anche nelle campagne militari del Valentino, temuto per la sua ferocia, o nella turbolenta vita matrimoniale di Lucrezia Borgia.

## Storia

### Origini
La stirpe valenciana era di antiche origini aragonesi, risalenti al XII secolo. A Xàtiva, dove nacque il futuro papa Alessandro VI, poi a Gandia, entrambe nella zona valencianofona del regno di Valencia, la famiglia Borgia acquistò, a partire dal XIV secolo, un crescente potere e prestigio. In quell'epoca il regno di Valencia faceva parte della Corona d'Aragona

### L'ascesa della famiglia Borgia

#### Alfonso Borgia
Verso la metà del XV secolo, i Borgia si trasferirono a Roma al seguito del cardinale Alonso Borgia (il cui nome fu italianizzato in "Alfonso"), eletto papa nel 1455 con il nome di Callisto III ma durò soli 3 anni per via della sua età al momento dell'elezione 76 anni. Il suo pontificato fu caratterizzato dalla volontà di iniziare una crociata contro gli Ottomani.

#### Rodrigo Borgia

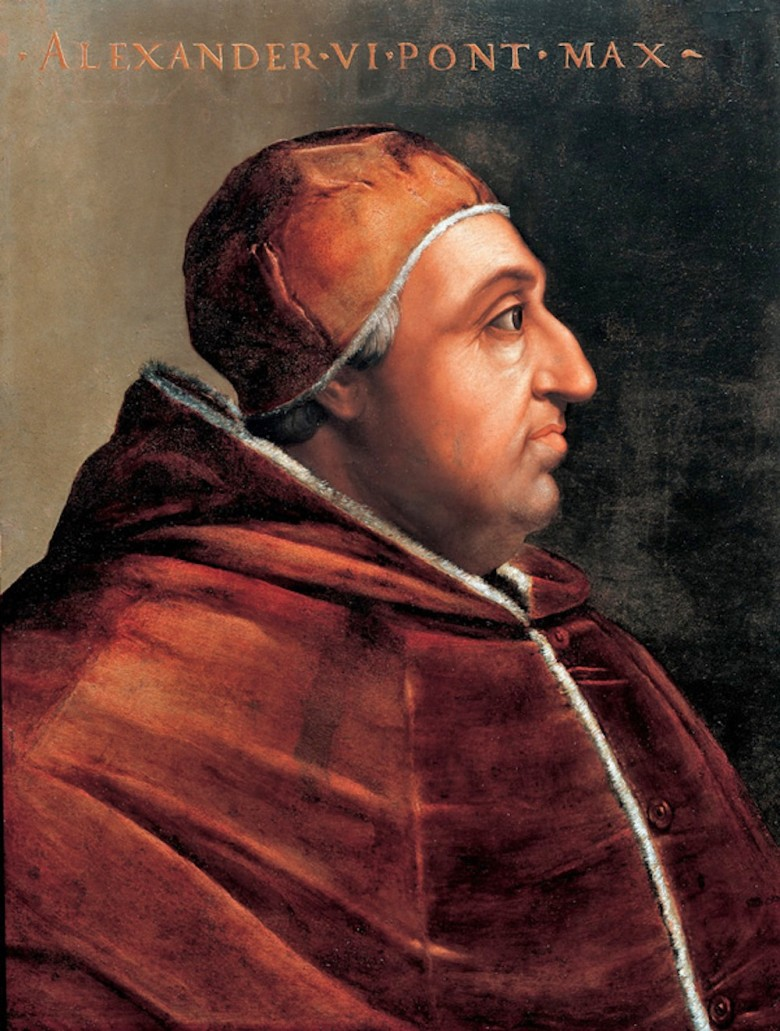
Papa Alessandro VI.

In seguito anche Roderic Borgia (il cui nome fu italianizzato in "Rodrigo"), nipote di Alonso, fu elevato al soglio pontificio nel 1492 con il nome di Alessandro VI.
Rodrigo ebbe svariati figli da donne sconosciute: 
- Pier Luigi Borgia (1458–1491) duca di Gandia;
- Isabella Borgia (1467–1547);
- Girolama Borgia (1469–1483).

Da cardinale, ebbe quattro figli da Vannozza Cattanei, nobildonna di origine mantovana, che a Roma svolgeva l'attività di locandiera:
- Cesare Borgia (1475-1507);
- Giovanni Borgia (1476–1497);
- Lucrezia Borgia (1480–1519);
- Goffredo Borgia (1481–1516).

Probabilmente ebbe anche una figlia da Giulia Farnese:
- Laura Orsini (1492-1530), riconosciuta dal marito di Giulia e andata poi in sposa a Niccolò della Rovere, nipote di Papa Giulio II.

Durante il suo papato ebbe altri due figli da donne sconosciute:
- Giovanni Borgia (1498–1547/9) detto Infans Romanus, che per alcuni storici sarebbe il frutto della relazione fra Lucrezia Borgia e di Pedro Calderon, paggio del Papa.
- Rodrigo Borgia (1502/3–1527), riconosciuto da Papa Leone X come figlio di Alessandro VI e una donna sconosciuta, secondo alcuni sarebbe in realtà figlio illegittimo di Francesco Borgia, cardinale di Cosenza.[2]

Il pontificato di Alessandro VI  fu macchiato di simonia e nepotismo, epilogo della saga dei Borgia, peraltro mecenati e amanti dell'arte(come si puo notare dalle varie opere commissionate a Pinturicchio), fu la misteriosa morte del pontefice che si disse provocata dal veleno. Altri invece parlano di febbre terzana.

#### Cesare Borgia

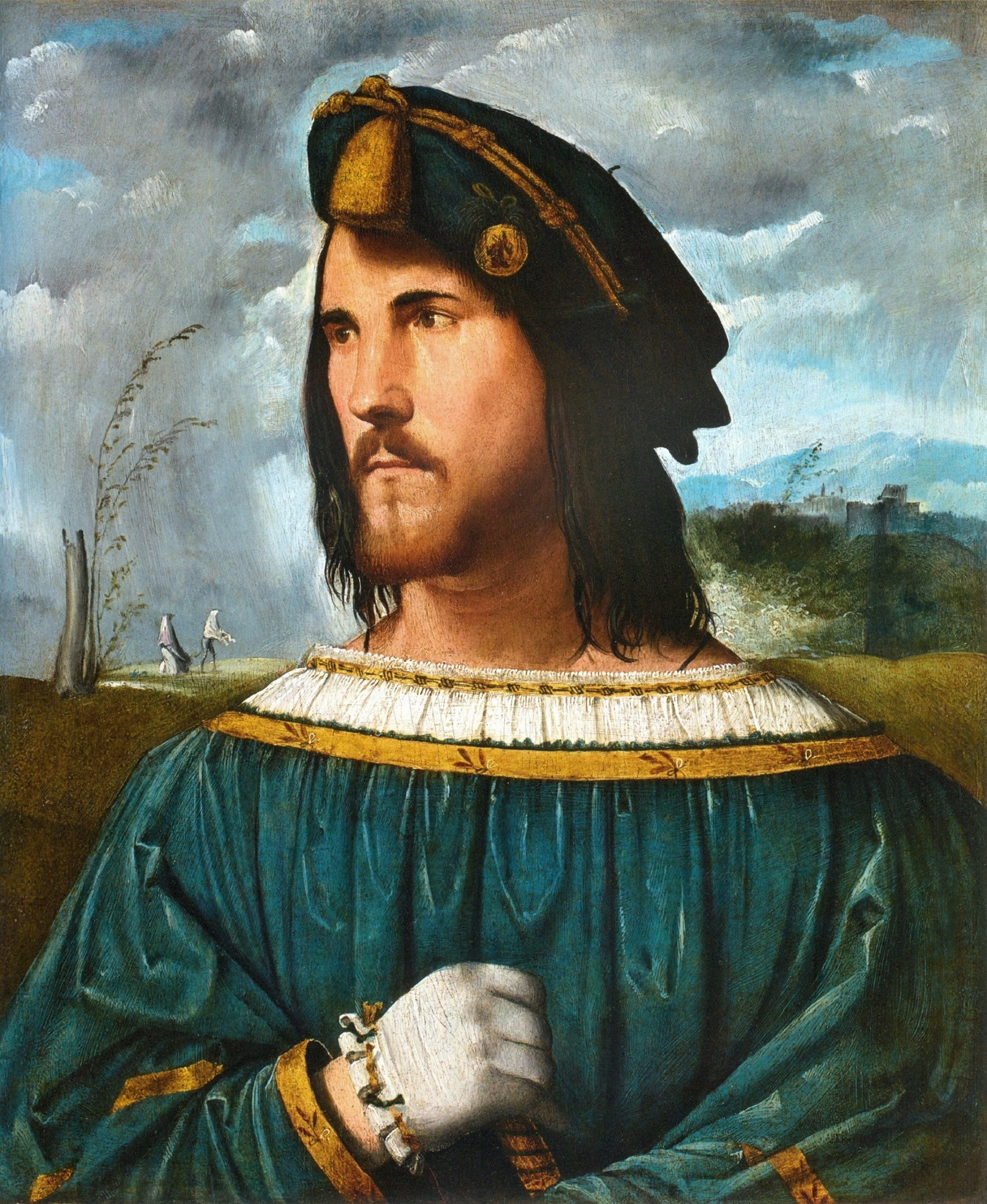
Presunto ritratto di Cesare Borgia, dipinto da Altobello Melone.

Cesare fu il primo figlio di Rodrigo Borgia con Vannozza Cattanei e nacque probabilmente il 13 settembre 1475. Secondo le disposizioni del padre fu iniziato alla carriera ecclesiastica, tanto che non appena si laureò, suo padre lo fece cardinale. Crescendo, divenne anche un uomo abile sia in politica sia in guerra. In seguito alla morte del fratello Giovanni di Gandia (secondo alcune teorie ucciso proprio dal fratello Cesare) rinunciò alla porpora cardinalizia e divenne gonfaloniere.
Come militare si mise al servizio di Luigi XII di Francia, che lo nominò duca di Valentinois, da cui deriva il suo soprannome de «il Valentino». Con le truppe pontificie invase vari stati presenti in Romagna, sconfiggendone i signori, riunificandone i territori e venendo nominato duca di Romagna dal padre nel 1501. Figura di spicco nel Rinascimento italiano, colpì molto l'opinione pubblica dell'epoca, per la sua rapida ascesa a livello militare, per l'astuzia con cui si vendicò dei nemici, e per la maestria con cui amministrò la Romagna, oltre che per i complotti di cui venne accusato assieme al padre. Niccolò Machiavelli si ispirò a lui per la sua famosa opera Il Principe.
Dopo la morte di suo padre Alessandro VI, perse gran parte della sua influenza e osteggiato da nemici della casata, in primis papa Giulio II, perse i suoi possedimenti in Italia, venne incarcerato e in seguito morì a Viana (12 marzo 1507) al servizio del cognato Giovanni III di Navarra, dopo che era riuscito a fuggire dal carcere.

#### Lucrezia Borgia

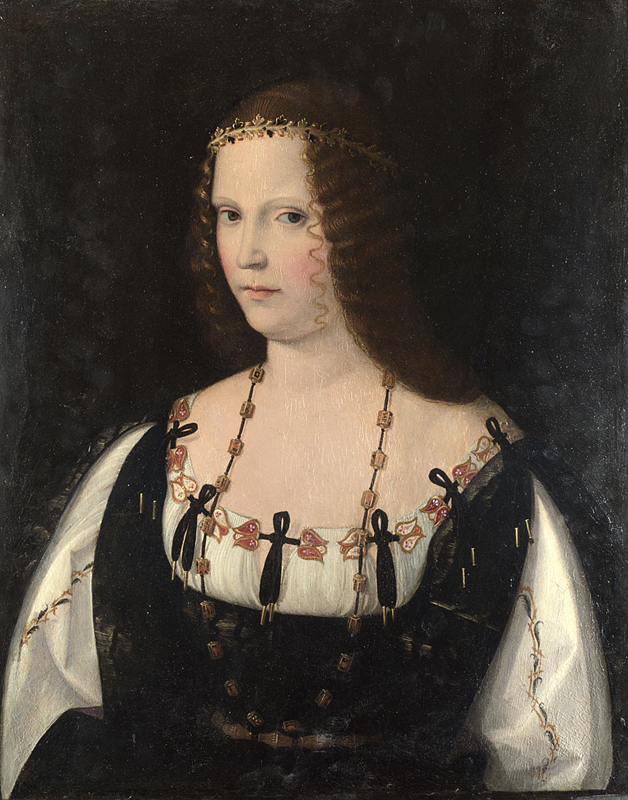
Presunto ritratto di Lucrezia Borgia, Bartolomeo Veneto (~1510).

Terza figlia del cardinale Rodrigo Borgia e della sua amante Vannozza Cattanei, Lucrezia nacque a Subiaco il 18 aprile 1480. Educata nelle arti e nelle lettere, venne fatta sposare all'età di tredici anni con il conte di Pesaro, Giovanni Sforza, dal padre, per motivi politici.
Durante la giovinezza fu coinvolta in una serie di scandali. Nel 1497, papa Alessandro VI fece annullare le nozze e il conte di Pesaro lo accusò di averlo fatto solo per poter abusare liberamente della figlia. All'accusa d'incesto con il padre, che si ripercosse molto sull'immagine pubblica della ragazza in Italia e Europa, si aggiunsero quella di incesto fraterno e quella più generica di essere una donna lasciva. Alcuni cronisti riferirono che ebbe un figlio illegittimo. Nel 1500 il suo secondo marito, Alfonso d'Aragona, fu ucciso probabilmente su ordine di Cesare Borgia, dopo un cambio di alleanze che aveva avvicinato i Borgia al re di Francia.
A Ferrara, dove si trasferì in seguito al suo terzo matrimonio con Alfonso I d'Este, creò un circolo culturale a cui parteciparono Ercole Strozzi, Pietro Bembo e Ludovico Ariosto. Divenuta duchessa, durante i periodi di assenza, il marito le affidò più volte la reggenza del ducato, in cui Lucrezia offrì al duca «buoni e grandi servizi» tanto che il cavaliere Baiardo la elogiò definendola «una perla in questo mondo». Durante le tribolazioni della guerra, si accentuò il suo lato religioso che aveva manifestato più volte in alcuni periodi della sua vita: incominciò a indossare il cilicio e s'iscrisse al Terz'ordine francescano, fondando anche il Monte di Pietà di Ferrara.
Morì il 24 giugno 1519, per complicazioni dovute al parto. Le accuse di corruzione morale sparite durante la sua vita a Ferrara, ripresero dopo la sua morte e tramandate alle cronache da numerosi oppositori dei Borgia: fra cui il Sannazaro, il Pontano e il Guicciardini.

### La caduta della famiglia Borgia
Dopo la morte di Alessandro VI, ebbe inizio la decadenza della famiglia e molti dei suoi membri tornarono in Spagna. Gli scandali del papato ai tempi di Alessandro VI e dei suoi successori fecero maturare il malcontento e il desiderio di riforma negli ambienti più conservatori dell'Europa del nord, sfocianti di lì a poco nelle tesi luterane. Del ramo spagnolo dei Borgia furono i cardinali Juan Borgia e Pedro Luis Borgia.
In seguito un pronipote di Alessandro VI, Francesco Borgia (1510-1572), divenne Generale dei Gesuiti e fu poi proclamato santo.
Il ramo italiano dei Borgia si estinse nel 1740 con la morte dell'ultimo discendente maschio, Don Luis Ignacio Borgia undicesimo Duca di Gandia, ma in realtà questo, sposatosi con Albertina Fornari per evitare l'ignominia cambiò cognome con quello della moglie, e infatti oggi la diretta discendenza dovrebbe portare alla famiglia Bertinelli-Fornari di Perugia .

## Altri Borgia
Attualmente l'unica discendenza patrilineare, cioè di filiazione riferendosi esclusivamente al padre e che conserva il cognome paterno o agnatica, che cade direttamente da maschio a linea maschile e che mantiene anche il cognome paterno, la famiglia Borja o Borgia, in linea diretta da Giovanni Borgia, II Duca di Gandia e Maria Enriquez de Luna, che ha continuato Lucas Vicente Joaquin Borja e Lasteros figlio di Francisco José de Borja e Pace Duca di Estrada, è in Ecuador e Cile. Uno dei suoi discendenti è descritto Rodrigo Borja Cevallos, Capo di Stato dell'Ecuador.
A Perugia prosperò il ramo collaterale Borgia-Sulpizi, proprietari di un grande castello presso il lago Trasimeno.
Il cognome Borgia si riscontra in alcune delle comunità etniche e linguistiche albanesi d'Italia (arbëreshët), ed è diffuso in varianti che poco si diversificano. Originariamente il cognome era in albanese Borshi-a, originario della località di Borsh del sud di Valona, dalle parti del Bilishti. Agli albanesi esuli in Italia è poi mutato il cognome nella forma attuale. Probabilmente ha inciso la fonetica, in quanto il suono del cognome era molto simile al più popolare "Borgia" degli Aragona, da qui si desume la sua "italianizzazione", avvenuta per molti dei cognomi degli albanesi in Italia. Col cognome Borgia spicca la figura di Padre Nilo, jeromonaco basiliano dell'Abbazia di Grottaferrata e filologo. In ambito gastronomico esiste il liquore Elisir San Marzano Borsci, prodotta dalla famiglia Borsci dell'Albania Tarantina.

## I Borgia nella cultura di massa

### Cinema e televisione
- Alla famiglia nobile dei Borgia è stato dedicata nel 1981 una miniserie britannica, I Borgia, con Adolfo Celi nella parte di Rodrigo Borgia, Oliver Cotton in quella di Cesare Borgia e Anne-Louise Lambert in quella di Lucrezia Borgia.
- Nel 2006 viene realizzato il film: Los Borgia, una coproduzione Italia-Spagna che oltre alla famiglia dei Borgia si concentra molto su Papa Alessandro VI, che apparteneva alla famiglia Borgia.
- Nel 2011 è stata prodotta la serie televisiva I Borgia (The Borgias) mandata in onda su Showtime.
- Sempre nel 2011, su Canal+, è stato mandato in onda la serie televisiva di produzione franco tedesca I Borgia[18], programma proposto in Italia a settembre su Sky Cinema 1.

### Teatro e opera
- Il tregediografo giacobita Barnabe Barnes presentò davanti a Giacomo I d'Inghilterra l'opera The Devil's Charter, su Papa Alessandro VI e i figli. Nella tragedia, andata in scena a corte nel 1607, i Borgia venivano rappresentati come agenti del diavolo, con cui il pontefice aveva fatto un patto per ottenere il papato.
- Lucrezia Borgia e ai fratelli furono il soggetto di Victor Hugo per il suo dramma Lucrezia Borgia (1833), successivamente riadattato da Gaetano Donizetti nell'omonima opera.

### Videogiochi
- Attorno alle vicende dei Borgia si sviluppa la trama di due videogiochi della serie di Assassin's Creed, in cui si dà una versione leggendaria dei misteri legati a Papa Alessandro VI e alla sua morte: Assassin's Creed II e Assassin's Creed: Brotherhood. Rodrigo Borgia è il principale antagonista in Assassin's Creed II, Cesare Borgia in Assassin's Creed: Brotherhood.
- Inoltre sono apparsi anche in Predator: Concrete Jungle dove vengono trasferiti nel 1930 nei panni di una grossa e potente famiglia mafiosa americana, e successivamente nel 2030 sempre in una potente famiglia mafiosa ma ultra-tecnologica.
- Cesare Borgia è il condottiero della civiltà italiana in Age of Empires III: Napoleonic Era, una mod non commerciale di Age of Empires III: Age of Discovery, un videogioco strategico in tempo reale sviluppato dalla Ensemble Studios.